# Косвенные затраты
Косвенные затраты (англ. indirect costs) — затраты, которые, в отличие от прямых затрат, не могут быть напрямую отнесены на себестоимость изготовления продукции (оказания услуг, предоставления работ) предприятием или организацией.
Косвенные затраты распределяются пропорционально между различными видами продукции по определённой базе. В виде базы могут быть взяты следующие прямые затраты: заработная плата производственных рабочих, стоимость израсходованных материалов, объём выполненных работ и т. д.
К косвенным затратам относятся: административно-управленческие расходы, затраты на повышение квалификации персонала, издержки в инфраструктуре производства, затраты в социальной сфере и др.

## Определение
Согласно английскому профессору Колину Друри косвенные затраты — это затраты, которые не могут быть точно и единственным способом отнесены к конкретной целевой затрате.
Согласно БРЭ косвенные затраты — это затраты производства нескольких видов продукции, включающихся в себестоимость не прямо, а согласно расчёту, по определённому коэффициенту.